# Torben Hoffmann
Torben Hoffmann (* 27. Oktober 1974 in Kiel) ist ein deutscher Sportreporter und ehemaliger Fußballspieler.

## Laufbahn

### Verein
Der gelernte Polizeibeamte begann seine Fußballkarriere beim TuS Schwarz-Weiß Elmschenhagen. In der Spielzeit 1993/94 spielte er bei Holstein Kiel in der drittklassigen Oberliga Nord und konnte sich mit der Mannschaft für die neue Regionalliga Nord qualifizieren. Dort gehörte er ein weiteres Jahr dem Aufgebot der Kieler an. Bis 1995 bestritt er für Holstein 49 Spiele und schoss dabei fünf Tore.

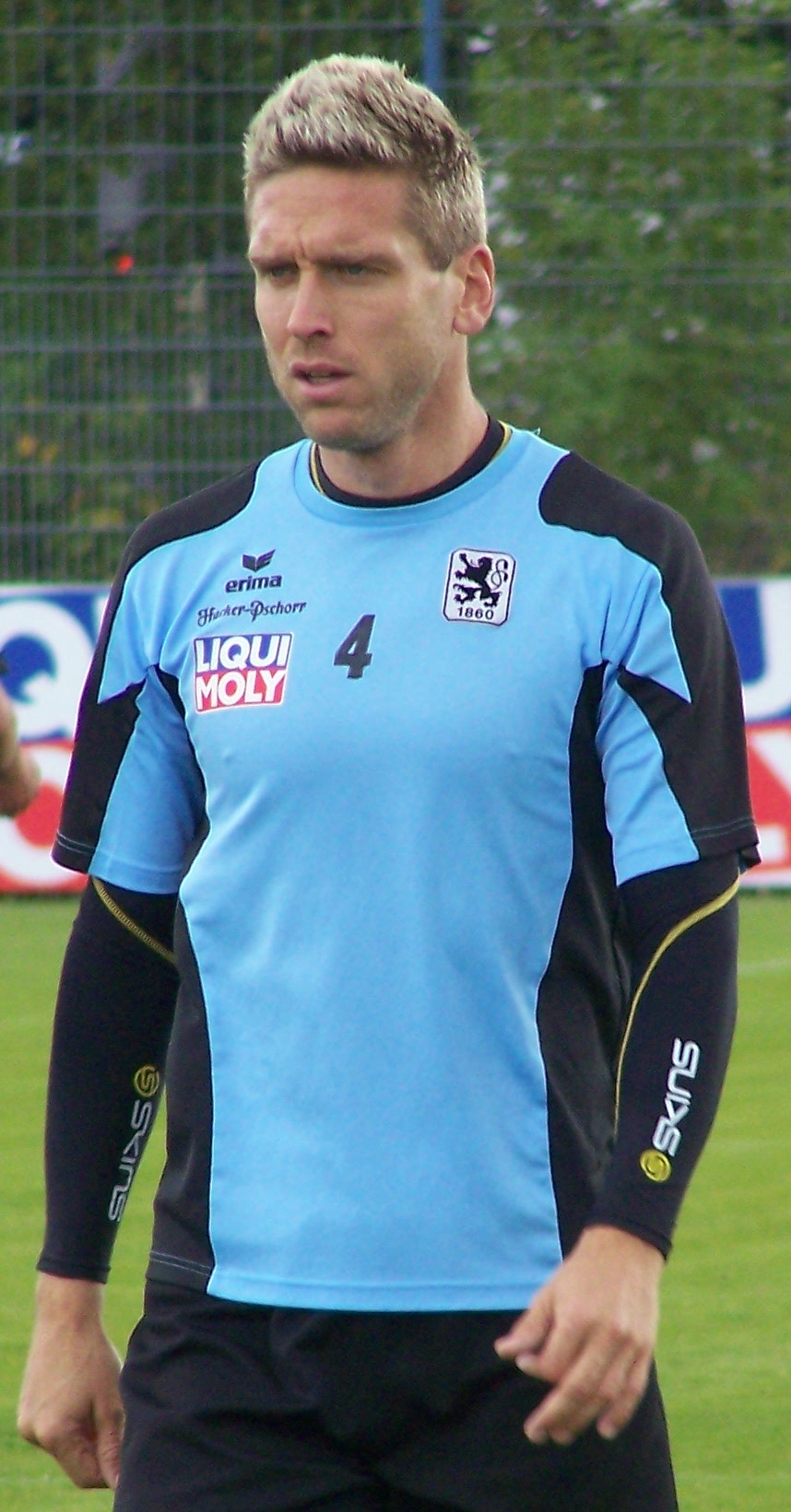
Hoffmann im Training, 2009

1995 wechselte er zum damaligen Zweitligisten VfB Lübeck. Bis 1997 bestritt er für die Lübecker 54 Spiele und schoss dabei ein Tor. Auch im DFB-Pokal wurde er zweimal eingesetzt und konnte dabei ein Tor erzielen.
Nach dem Abstieg des VfB schloss er sich im Sommer 1997 dem SC Freiburg an. Mit den Breisgauern gelang ihm 1998 der Aufstieg in die Bundesliga. Er blieb eine weitere Spielzeit beim SC Freiburg, bevor er im Sommer 1999 den Verein verließ. In Freiburg wurde Hoffmann 53 Mal in der Liga eingesetzt und konnte dabei vier Tore erzielen, im DFB-Pokal kam er auf drei Einsätze.
Von Juli 1999 bis Dezember 2000 stand er im Bundesligaaufgebot von Bayer 04 Leverkusen. Dort spielte er 19 Mal. Darüber hinaus kam er fünfmal im DFB-Pokal und zweimal im Ligapokal zum Einsatz, er spielte jeweils dreimal in der UEFA Champions League und im UEFA-Pokal. 2000 wurde er mit Bayer Vizemeister.
Zur Rückrunde der Spielzeit 2000/01 wechselte er zum Ligakonkurrenten TSV 1860 München. Bis Sommer 2004 wurde er 92 Mal eingesetzt und kam einmal zum Torerfolg. Im DFB-Pokal wurde er sechsmal eingesetzt, einmal spielte er im UI-Cup.
Nach dem Abstieg der Sechzger verließ er im Sommer 2004 den Verein Richtung Eintracht Frankfurt, die ebenfalls aus der Bundesliga abgestiegen war. Am Ende der Saison gelang der Eintracht der sofortige Wiederaufstieg. In der Spielzeit 2004/05 war Hoffmann 29 Mal für die Eintracht zum Einsatz gekommen und hatte vier Tore geschossen. Darüber hinaus spielte er dreimal im DFB-Pokal.
Hoffmann blieb allerdings in der 2. Bundesliga und schloss sich erneut den Münchner Löwen an. Dort kam er bis Sommer 2010 auf 132 Einsätze und zehn Tore in der 2. Bundesliga und zwölf Spiele im DFB-Pokal. Sein letztes Spiel für den TSV 1860 bestritt er am 9. Mai 2010 gegen Union Berlin. Vor dem Spiel wurde er nach insgesamt neun Spielzeiten in München offiziell verabschiedet.
Es folgte der Wechsel zum Drittligisten SpVgg Unterhaching, wo er einen Einjahresvertrag unterschrieb, den er als Mannschaftskapitän erfüllte.

### Nationalmannschaft
Hoffmann kam zu zwei Einsätzen in der A2-Auswahl des DFB.

## Fernsehen

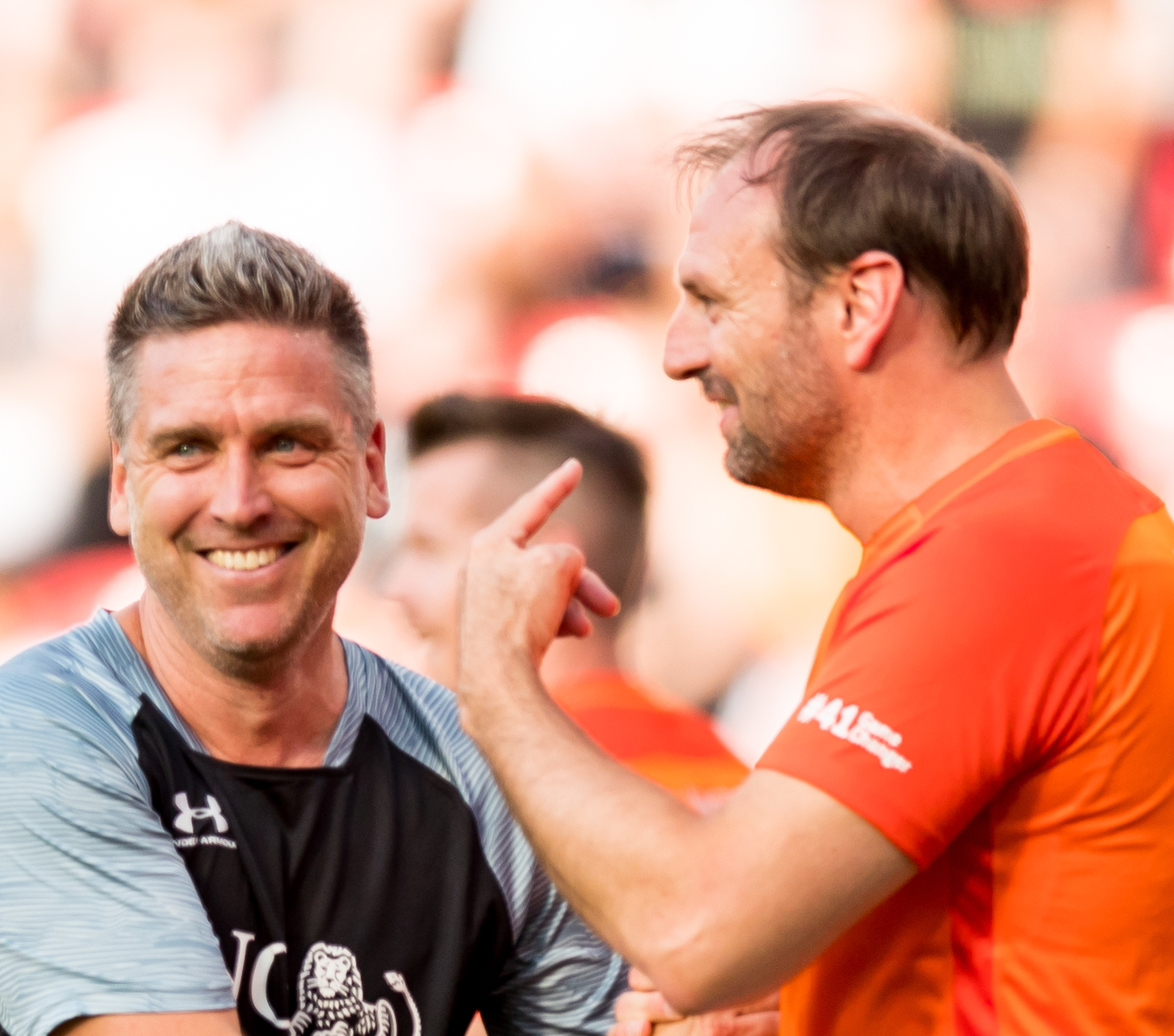
Torben Hoffmann (links) und Jens Nowotny (rechts) beim Benefiz-Fußballspiel „Champions for Charity 2019“ in der Leverkusener BayArena

Seit Winter 2011 arbeitet Torben Hoffmann als Reporter bei Sky Sport News HD und soll sich dabei vor allem um den süddeutschen und österreichischen Raum kümmern.